# Yinsh
Yinsh est un jeu de stratégie combinatoire abstrait français de Kris Burm sorti en 2003 édité par Don & Co.